# Gelis aciculatus
Gelis aciculatus là một loài tò vò trong họ Ichneumonidae.